# Calle San Martín (Mar del Plata)
Para la calle con el nombre San Martín en Rosario, véase; Calle San Martín (Rosario).
San Martín es un importante eje vial de Mar del Plata, ciudad cabecera del partido de General Pueyrredón en la provincia de Buenos Aires. Cuenta con una peatonal turística ubicada entre las calles Buenos Aires y Bartolomé Mitre, en pleno microcentro de esa ciudad. 
La peatonalización de las siete cuadras ubicadas entre Mitre y la costa fueron abiertas al público en el año 1979, convirtiendo la calle en un hito de la idiosincrasia marplatense. A lo largo de la peatonal se encuentran tiendas, shoppings, negocios, casas de comida y un sinfín de galerías y lugares comerciales, así como hoteles, bingos y restaurantes.
Junto al microcentro, el Paseo Güemes, la calle San Juan y la avenida Juan B. Justo, la peatonal San Martín es uno de los paseos comerciales más importantes de Mar del Plata.

## Catedral
En la intersección de San Martín y Bartolomé Mitre se encuentra emplazada la Catedral de los Santos Pedro y Cecilia, declarada Patrimonio Histórico Nacional. La misma fue inaugurada el 12 de febrero de 1905 por el ingeniero Pedro Benoit. Es la tercera catedral más grande de la provincia después de la Catedral de La Plata y la Basílica de Luján.
Frente al templo, hasta el año 2012 se encontraba la clásica fuente que sirvió como un punto de referencia para marplatenses y turistas durante décadas. Fue reemplazada por una nueva fuente más moderna, con espectáculos luminosos y de movimiento. 
La zona de la catedral y la fuente es un lugar estratégico para diferentes trabajadores ambulantes. Es típica la postal de los dibujantes o caricaturistas ofreciendo sus servicios; ajedrecistas disputando partidas o vendedores de todo tipo de cosas. Frente a este hito de la ciudad se halla el calendario de la ciudad, que co piedras y flores anuncia el día, el mes y el año; y a unos pocos metros se encuentra la Plaza San Martín, la plaza principal de la ciudad.